# Azim Isabekov
Azimbek Beïchembaïevitch Issabekov, en cyrillique Азимбек Бейшембаевич Исабеков, (né le 4 avril 1960) est un homme d'État kirghiz qui fut ancien Premier ministre du Kirghizistan du 29 janvier au 29 mars 2007.

## Carrière
Issabekov naît à Arachan, village de l'actuelle province de Tchouï. Il termine en 1986 l'université nationale kirghize après des études d'économie. Après l'indépendance de son pays, il est à la tête de différentes structures commerciales.
C'est à partir de 1997 qu'il travaille dans l'équipe du futur président Bakiev. Il dirige de 1997 à l'an 2000 l'appareil de l'administration provinciale de la province de Tchouï, dont il est le vice-directeur en 2000-2001. L'année suivante, il est au cabinet du Premier ministre avec en particulier la fonction des relations avec les administrations provinciales. En 2002-2004, il est directeur du fonds d'État du développement économique, puis chef de l'inspection fiscale du district de Sokoulouk (2004—2005).
Après la « Révolution des Tulipes » de mars 2005, Issabekov devient chef du cabinet du Premier ministre Bakiev. Lorsque ce dernier est élu à la présidence de la République en novembre 2005, Issabekov devient premier vice-directeur de l'administration présidentielle. En mai 2006, il est nommé ministre de l'agriculture et Premier ministre le 29 janvier 2007. Il procède à un remaniement ministériel le 28 mars suivant, mais il n'est pas soutenu par le président de la République, et donne sa démission le lendemain.